# 真野賴包
真野賴包（まの よりかね，？—？），江戶時代初期的武將。真野助宗之子。一說為大橋長將之子，並成為真野助宗的養子。官位為藏人、豐後守。

## 生平
家系是後醍醐源氏（後醍醐天皇的皇子宗良親王）的後裔。父親助宗仕於豐臣秀吉擔任七手組頭，賴包繼承後領有3,000石。
大坂冬之陣時負責守備惣構鰻谷橋。
大坂夏之陣之際，奮戰於天王寺岡山之戰，擔任毛利勝永及大野治房的援護部隊，戰敗後與伊木遠雄互刺而死，一說為仕於藤堂高虎領有1,200石，以及仕於尾張藩德川家並於明曆元年（1655年）去世。

## 親屬
弟弟為祖父江定翰

女兒為青柳（木村重成之妻）。